# Batrić Marjanović
Batrić Marjanović (Kralje kod Andrijevice, 1893. — Užice, 1935) bio je srpski i crnogorski pripovjedač, putopisac i hroničar. Gimnaziju i Filozofski fakultet (istorijsko-filozofski odsijek) završio je u Beogradu. Pisao je poeziju i bavio se pedagoškim radom.

## Djela
- Krvavi soneti (1926),
- Siluete i odblesci, pjesme u prozi (1927),
- Vasojevićki glavari, dokumentarna proza (1929),
- Sa Dinarskih strana, zbirka pripovjedaka (1931)[3],
- Narodna duša (1934).